# Pásmovka velká
Pásmovka velká (Lineus longissimus) je druh pásnice žijící na evropském pobřeží Atlantiku (včetně Britských ostrovů a Islandu), Severního moře a Baltského moře. Tělo je nečlánkované, zbarvené hnědě až černě se světlejšími podélnými proužky, řasinky na jeho povrchu umožňují iridescenční efekt. Dosahuje délky 10 až 15 metrů, byly však popsány i exempláře třicetimetrové. Podle zprávy z roku 1864 byla na pobřeží u skotského St Andrews nalezena pásmovka dlouhá 55 metrů, což by byl nejdelší známý organismus na světě. Tělo pásmovky je ovšem značně elastické a dá se libovolně natahovat. Šířka těla činí okolo jednoho centimetru, největší jedinci dosahují až 10 cm.
Pásmovka se vyskytuje poměrně hojně v přílivových mělčinách na písku nebo kamenech. Je dravá; kořist, kterou tvoří drobní bezobratlí živočichové, loví pomocí vychlípitelného chobotu. Pohybuje se pomocí smršťování svalů. Její tělo je pokryto jedovatou slizovou látkou, která odrazuje predátory. Má deset až dvacet očí, uložených ve dvou řadách po stranách hranaté hlavy.